# 维维安·德林·马延迪

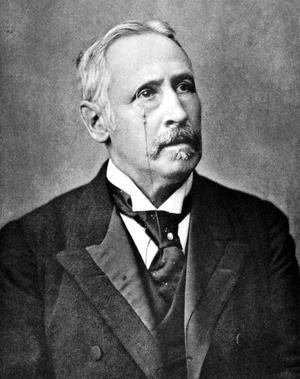
马延迪少校

维维安·德林·马延迪上校（英語：Colonel Sir Vivian Dering Majendi，1836年7月18日—1898年3月25日）是一位英国工程师，最早的爆炸物处理专家之一，也是历史上第一位被公认为拆弹专家的人。他从1871年起担任维多利亚女王的首席爆炸物检查员，直到1898年去世。

## 生平[1]
马延迪出生于1836年，祖父是英国主教亨利·威廉·马延迪。马延迪在1854年加入英国皇家炮兵部队前就读于利明顿学院。1854年10月23日，他晋升为少尉。曾担任过克里米亚战争（1853-1856年）和印度民族起义（1857年）的英军炮兵军官。1861年至1871年，马延迪担任皇家兵工厂的上尉教官和助理主管。1871年，他被任命为爆炸物总督察，直到1898年去世。在此期间，他凭借在爆炸装置构造和组装方面的专业技能而闻名。马延迪还精通法医学科，他被认为是当今英国法医爆炸物实验室的创始人。
19世纪60年代为采矿而发明的炸药迅速成为芬尼亚人（爱尔兰共和主义者）、无政府主义者、虚无主义者和其他恐怖分子青睐的武器。英国政府制定第一部《爆炸物法》（Explosives Act 1875）时他提供了咨询，该法规范了火药和炸药的销售和生产。
1871年，马延迪领导了对斯托马基特硝化棉爆炸事件的调查。
1894年，他调查了法国无政府主义者马夏尔·布尔丹（Martial Bourdin）试图在格林威治天文台引爆炸弹的事件，从而成就了他的职业生涯。此事在英国全国媒体上引起轰动，后来促使小说家约瑟夫康拉德于1907年创作了著名的无政府主义恐怖主义故事《秘密特工》。

## 著作
- 《英国军队的武器和弹药》（The arms and ammunition of the British service，1868年）[5]
- 《在潘迪斯中间》（Up Among the Pandies，1859年）[6]